# Bodendegradation
Als Bodendegradation (auch Landdegradation, Landverödung) bezeichnet man die Verschlechterung der Ökosystemdienstleistungen des Bodens bis hin zu deren völligem Verlust. Sie kann sowohl ein natürlicher Prozess sein, beispielsweise ausgelöst durch Klimaveränderung, als auch vom Menschen durch beispielsweise Bewirtschaftung des Bodens ohne Kompensation der Stoffentnahme.
Ackerbau mittels Pflug wird derzeit als Kernelement menschgemachter Bodendegeneration verstanden. Dieser zerstört Bodenleben und unterbricht die Humusbildung, Poren werden verschlossen, der Boden hält weniger Feuchtigkeit. In der Folge wird nährstoffreicher Boden leichter ausgeschwemmt oder erodiert bei Wind und Trockenheit.
Laut Zentrum für Entwicklungsforschung der Universität Bonn und International Food Policy Research Institute in Washington hat sich in den letzten 30 Jahren global die Qualität von 33 % des Weidelands, 25 % der Ackerflächen und 23 % der Wälder verschlechtert. 3,2 Mrd. Menschen sind von diesen Flächen abhängig.
Anthropogen bewirkte Bodendegradation verschlechtert mittlerweile jedes Jahr Flächen in den Größenordnungen der Schweiz. Ohne einen funktionierenden Boden und der damit eingeschlossenen Mikrofauna würden Ökosystemfunktionen und die daraus resultierenden Dienstleistungen wie der Abbau von totem organischem Material, Recycling von Nährstoffen und der Anbau von Feldfrüchten nicht mehr gewährleistet sein.

## Problematik
Die Degradation von Böden ist ein globales Problem und kein Phänomen der Neuzeit (siehe Kritias von Platon), wenn sie auch in den letzten Jahrzehnten immer stärkere Ausmaße annimmt.
Bereits 1997 zeigten 15 % der eisfreien Landoberfläche anthropogen verursachte Degradationserscheinungen (eine Fläche, größer als die USA und Mexiko zusammen), davon war ein Prozent schon soweit zerstört, dass die Rückgewinnung des Bodens nicht mehr möglich ist. Die Fläche der Böden mit Degradationserscheinungen nimmt immer weiter zu, im Jahr 2008 beläuft sich diese Fläche bereits auf 24 %.
Jährlich verlieren wir heute ungefähr 24 Milliarden Tonnen an Oberflächenboden. Die dadurch degradierte Fläche entspricht in ihrer Größenordnung in etwa der Schweiz.
Die Kontinente sind von dem Problem der Bodendegradation unterschiedlich stark betroffen. Die intensivsten Erscheinungen der Bodendegradation sind dabei in Asien zu finden, hier sind bereits 39 % der Böden degradiert. Besonders betroffen sind Trockengebiete, die 40 % unserer Landfläche ausmachen, hier zeigt sich bereits bei 70 % der Fläche eine Degradation des Bodens.
Problematisch ist die Bodendegradation besonders, da es sich um einen schleichenden Prozess handelt, der erst in einem späten Stadium wahrgenommen wird.
So kann ein Landwirt in einer stark verregneten Nacht ungefähr 0,1 cm Boden verlieren, was bereits 1,2 Tonnen verlorener Boden auf 1000 m² sind. Nach 20 Jahren sind somit über 2 cm Boden unwiederbringlich verlorengegangen. Es würde fast 500 Jahre dauern, um diesen Boden neu zu bilden.
Der Boden kann somit, bezogen auf ein Menschenleben, als nicht erneuerbare Ressource bezeichnet werden.

## Ursachen der Bodendegradation
- Vernichtung der Vegetationsdecke: Meist durch Abholzung, Brandrodung oder Überweidung.[11]
- Misswirtschaft: Anbau von Monokulturen, unzureichende Versorgung mit organischen Düngern bzw. Gründüngung oder Gülle, übermäßiger Ackerbau an Hängen, intensive Bewässerung mit qualitativ minderwertigem Wasser, unzureichende Entwässerung von Ackerflächen führt zur Versalzung.[11]
- Intensive Verwendung von anorganischen Düngemitteln, Verschmutzung mit Industrie- und städtischen Abfällen, Luftverschmutzung, Altlasten.[11]
- Zerstörung der Bodenstruktur: Verdichtung durch Maschinen, große Nutztierbestände oder Menschen (Trampelpfade), Abtragung von Böden.[11]
- Plaggenwirtschaft erzeugt einerseits den sehr fruchtbaren Plaggenesch, degradiert dabei jedoch in erheblichen Ausmaß das Herkunftsgebiet der Plaggen

## Typen und Folgen der Bodendegradation
Grundsätzlich kann man zwischen der biologischen, chemischen und der physikalischen Bodendegradation differenzieren.

### Biologische Bodendegradation
- Verlust der Biodiversität: Führt zum Rückgang des Lebendverbaus und damit zur Erosion

### Chemische Bodendegradation
- Verarmung des im Boden befindlichen Kohlenstoffpools: Verstärkt den CO2-Gehalt der Luft
- pH-Wertänderungen: Führen zur Unfruchtbarkeit des Bodens
  - Bodenversauerung
- Bodenversalzung: Verhindert die Wasseraufnahme der Pflanzen
- Vergiftung: Kontamination der Böden mit anorganischen und organischen Schadstoffen tötet Organismen und kann zur Verunreinigung des Grundwassers führen

### Physikalische Bodendegradation
- Bodenverdichtung: Zerstört die Bodenporen und somit den Lebensraum von Bodenorganismen und Pflanzen, die Bodenatmung wird herabgesetzt und Wasser wird nicht mehr aufgenommen
- Bodenversiegelung: kann Hochwasser fördern, da das Wasser nicht mehr in den Boden eindringen kann
- Bodenschwund: Die Nutzung des Bodens für Landwirte ist nicht mehr möglich

## Projekte zur Bekämpfung der Bodendegradation
Die Volksrepublik China, mit der Grünen Mauer Chinas, und die Afrikanische Union, mit der Grünen Mauer im Sahel, haben getrennt zwei ähnliche Projekte zur Bekämpfung der fortschreitenden Bodendegradation gestartet. Der indische Yogi und Mystiker Sadhguru hat 1998 in Tamil Nadu die Save Soil Bewegung gegründet, um degradierte Böden wieder zu begrünen.

## Bekannte Gegenmaßnahmen
Gegen chemische Degradation wird zunehmend Phytosanierung als biologische Sanierungstechnik eingesetzt, um die Schadstoffe aus dem Boden zu filtern.
Gegen Bodenversauerung wird großflächig Kalkung eingesetzt, um den pH-Wert wieder anzuheben.
Landwirtschaft in Agroforstsystemen schützt das Bodenleben und verhindert Bodendegradation.

## Ökonomische und soziale Folgen
Die Zerstörung der Böden führt weltweit zu einer zunehmenden Gefährdung der Ernährungsgrundlage. Denn heute zeigen bereits 20 % der von den Menschen landwirtschaftlich genutzten Flächen Degradationserscheinungen. Ein Drittel der Agrarfläche weltweit mit rund 3,2 Milliarden abhängigen Menschen ist 2016 von signifikanter Bodendegradierung betroffen. Dies ist besonders bedrohlich, da nur ein kleiner Teil (11 %) der Landfläche uneingeschränkt landwirtschaftlich nutzbar ist. Der größte Teil ist zu trocken (23 %), 10 % chemisch unausgeglichen, 6 % sind zu feucht, 6 % sind Permafrostböden. Für das restliche Land gilt, dass der Boden nicht tiefgründig genug für landwirtschaftliche Nutzung ist.
1,5 Milliarden Menschen sind direkt von der Degradation des Bodens betroffen.
In den folgenden 25 Jahren wird mit Einbußen in der Nahrungsmittelproduktion zwischen 15 und 35 % gerechnet.
Gerade in den ärmeren Regionen können die Ernteausfälle auf Grund degradierter Böden nicht durch verbesserte Nutzpflanzen abgepuffert werden. Das kann zu Massenmigrationen in den entsprechenden Gegenden führen.
Für die nächsten 10 bis 20 Jahre werden für globale Umweltveränderungen, zu denen auch Desertifikation und Bodendegradation gehören, mit ökonomischen Schäden in der Höhe von 5 Billionen US-Dollar gerechnet.
Neben dem Verlust des Bodens als Nahrungsgrundlage werden durch Bodendegradation die biogeochemischen Stoffkreisläufe gestört, beispielsweise der Wasserkreislauf.
Der Verlust des Bodens mindert auch seine Funktion als Speicher für Treibhausgase und verstärkt somit den Klimawandel.

## Bodendegradation in Europa
Auch wenn Europa mit nur elf Prozent degradierter Fläche unter dem globalen Durchschnitt liegt, zeigen sich in einzelnen Regionen starke Auswirkungen.
In Europa zeigt sich die Bodenverdichtung auf Grund der Besiedlungsdichte als besonderes Problem. Als Beispiel hierfür dient die Ukraine, mit ca. 40 % verdichteten Boden. In Deutschland sind bereits über 30.000 km² Boden degradiert, dies sind mehr als neun Prozent der Gesamtfläche.
Wesentlich stärker ist der mediterrane Raum in Europa betroffen, 157 Millionen Hektar sind dort durch Erosion des Bodens gefährdet und weitere vier Millionen von der Bodenversalzung.
Gerade an diesen Orten wirkt sich der Tourismus zusätzlich negativ auf den Boden aus.
Die unterschiedlichen europäischen Böden sind Resultat der Geographie, der Topographie, des Klimas und der Verteilung der Belastungen.
Das Klima macht mediterrane Regionen besonders empfindlich für Bodendegradation (insbesondere der Erosion). Die Abholzung der Wälder in diesen Gebieten und die Zunahme an Waldbränden haben den Boden schon seit der Zeit der Römer stark degradiert. Heute finden sich Bereiche, in denen es schlicht keinen Boden mehr gibt, der noch weiter degradieren könnte. Gleiches gilt für Regionen in Osteuropa.
In den westlichen Staaten zeigt sich dafür das Problem der Bodenversiegelung als besonders dramatisch. So sind in dicht besiedelten Ländern wie Belgien und Dänemark bereits zwischen 16 und 20 % der Fläche (Industrieanlagen, Straßen etc.) versiegelt.
Die Belastung des Bodens durch Giftstoffe ist in ganz Europa problematisch, da diese Stoffe auch zunehmend in das Grundwasser gelangen. Durch Verschmutzungen zeigen beispielsweise in Polen bereits 35 % der Landfläche Versauerungserscheinungen.